# Final del Torneo Apertura 2011 (Chile)
La final del Torneo Apertura 2011 de la Primera División de Chile fue una serie de partidos de fútbol, de ida y vuelta, que se disputaron los días 9 y 12 de junio de 2011 para definir al primer campeón del año del fútbol en Chile. La disputaron los ganadores de las semifinales del torneo: Universidad Católica y Universidad de Chile, en el llamado Clásico Universitario. El ganador del torneo fue Universidad de Chile, que se consagró campeón por un marcador global de 4-3, logrando el decimocuarto título nacional de su historia futbolística.

## Antecedentes

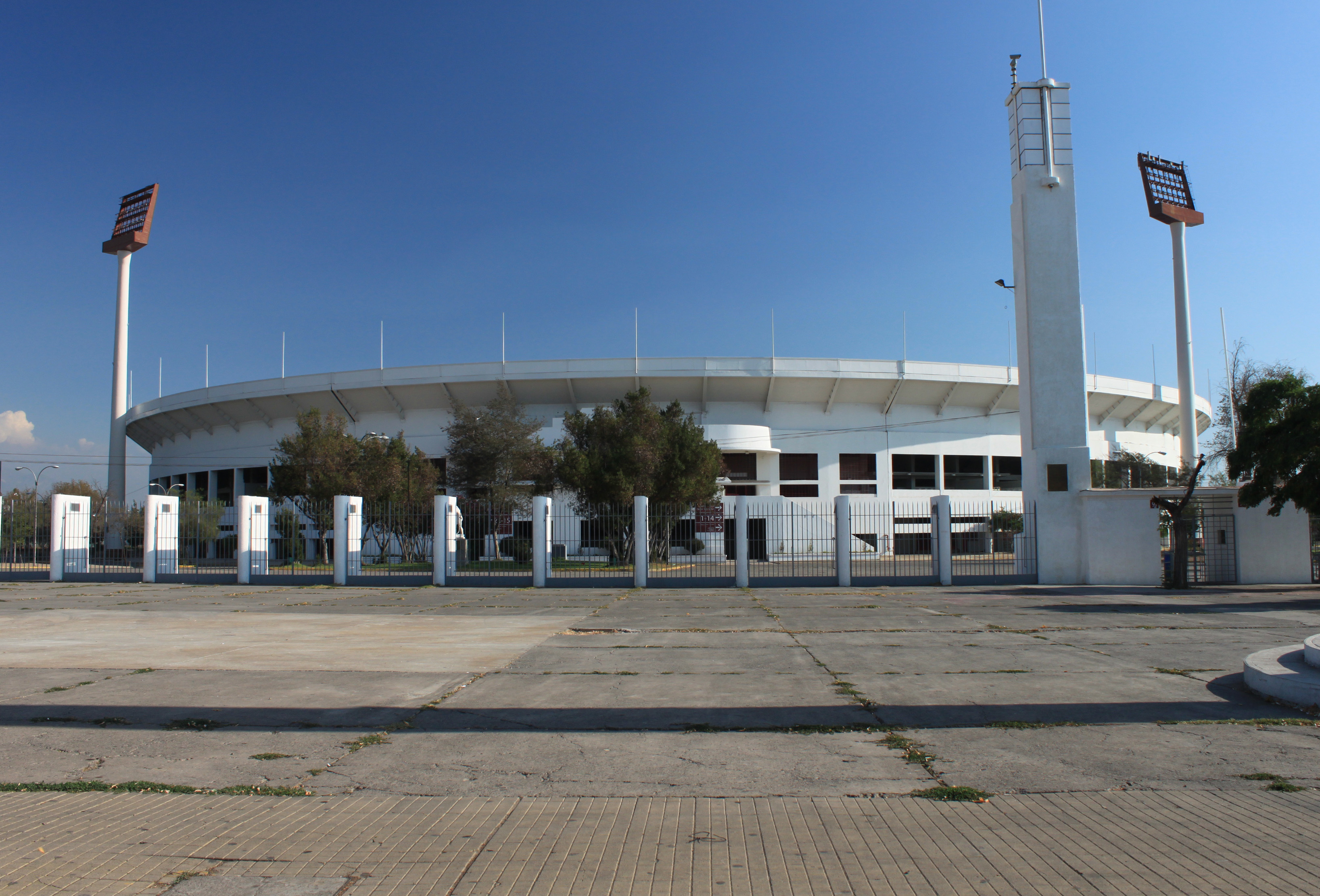
Exterior del Estadio Nacional, sede de los partidos de ida y vuelta de la final.

Desde que se instauró el sistema de campeonatos cortos con play offs en 2002, Universidad Católica jugó su quinta final, y de las cuatro anteriores, en dos fue campeón (Apertura 2002 y Clausura 2005). En tanto, Universidad de Chile disputó su quinta final y, de las cuatro anteriores, fue campeón en dos oportunidades (Apertura 2004 y Apertura 2009).
Además, ambos elencos se enfrentaron por segunda vez en una final. La última entre ellos, hasta antes de estos partidos, se produjo en el Torneo de Clausura 2005, en partidos de ida y vuelta que terminaron con un empate de 2-2 en el marcador global y ganada mediante penales (5-4) por el conjunto cruzado, adjudicándose su noveno título en ese entonces.
Como dato anecdótico, Universidad de Chile, jugando finales de play offs en el Estadio Nacional, nunca había sido campeón hasta esta final, que fue derrotado por Universidad Católica en la final ya mencionada y por Colo-Colo (Apertura 2006).
Con la final del Torneo de Apertura 2011, ambos equipos totalizaron dieciséis definiciones entre sí por partidos oficiales, con 12 triunfos para Universidad Católica y 4 para Universidad de Chile.

## Sede
| Santiago                       |
| ------------------------------ |
| Estadio Nacional               |
| Capacidad: 49 000 espectadores |
|                                |

## Camino a la Final

### Universidad Católica
| Universidad Católica avanzó a play offs, primero en la fase regular con 38 puntos.                                       |                  |                                                            |                      |       |                      |
| 26 de mayo | Cuartos de final | Estadio Monumental, Santiago (Macul)                       | Colo-Colo            | 2 - 4 | Universidad Católica |
| 29 de mayo | Cuartos de final | Estadio Nacional Julio Martínez Prádanos, Santiago (Ñuñoa) | Universidad Católica | 1 - 1 | Colo-Colo            |
| Universidad Católica avanzó a semifinales con un global de 5-3.                                                          |                  |                                                            |                      |       |                      |
| 2 de junio | Semifinal        | Estadio Municipal Nicolás Chahuán Nazar, La Calera         | Unión La Calera      | 2 - 1 | Universidad Católica |
| 5 de junio | Semifinal        | Estadio San Carlos de Apoquindo, Santiago (Las Condes)     | Universidad Católica | 1 - 0 | Unión La Calera      |
| Universidad Católica avanzó a la final por haber obtenido la mejor ubicación en la tabla general y con un global de 2-2. |                  |                                                            |                      |       |                      |

### Universidad de Chile
| Universidad de Chile avanzó a play offs, segundo en la fase regular con 35 puntos. |                  |                                                               |                      |       |                      |
| 25 de mayo                                                                         | Cuartos de final | Estadio Santa Laura-Universidad SEK, Santiago (Independencia) | Unión San Felipe     | 1 - 2 | Universidad de Chile |
| 28 de mayo                                                                         | Cuartos de final | Estadio Nacional Julio Martínez Prádanos, Santiago (Ñuñoa)    | Universidad de Chile | 1 - 1 | Unión San Felipe     |
| Universidad de Chile avanzó a semifinales con un global de 3-2.                    |                  |                                                               |                      |       |                      |
| 1 de junio                                                                         | Semifinal        | Estadio El Teniente, Rancagua                                 | O'Higgins            | 0 - 1 | Universidad de Chile |
| 4 de junio                                                                         | Semifinal        | Estadio Nacional Julio Martínez Prádanos, Santiago (Ñuñoa)    | Universidad de Chile | 7 - 1 | O'Higgins            |
| Universidad de Chile avanzó a la final con un global de 8-1.                       |                  |                                                               |                      |       |                      |

## Partido de ida
| 25    | POR   | Johnny Herrera   |     |
| 6     | DEF   | Matías Rodríguez | 41' |
| 5     | DEF   | Albert Acevedo   |     |
| 13    | DEF   | José Rojas       |     |
| 3     | DEF   | Eugenio Mena     |     |
| 15    | MED   | Guillermo Marino |     |
| 14    | MED   | Felipe Seymour   |     |
| 20    | MED   | Charles Aránguiz |     |
| 17    | DEL   | Eduardo Vargas   |     |
| 19    | DEL   | Gustavo Canales  | 71' |
| 16    | DEL   | Francisco Castro | 54' |
| D. T. | D. T. | Jorge Sampaoli   |     |

| 23    | POR   | Cristopher Toselli |                     |  |
| 16    | DEF   | Hans Martínez      |                     |  |
| 26    | DEF   | Enzo Andía         |                     |  |
| 24    | DEF   | Alfonso Parot      |                     |  |
| 20    | DEF   | Juan Eluchans      |                     |  |
| 9     | MED   | Fernando Meneses   | 87'                 |  |
| 21    | MED   | Felipe Gutiérrez   | 79'                 |  |
| 8     | MED   | Jorge Ormeño       |                     |  |
| 25    | MED   | Tomás Costa        | Jugador del partido |  |
| 10    | MED   | Milovan Mirosevic  |                     |  |
| 2     | DEL   | Lucas Pratto       | 90+2'               |  |
| D. T. | D. T. | Juan Antonio Pizzi |                     |  |

| 18 | DEL | Edson Puch     | 41' |
| 7  | DEL | Diego Rivarola | 54' |
| 21 | MED | Marcelo Díaz   | 71' |

| 19 | DEL | Francisco Pizarro    | 79'   |
| 27 | MED | Gonzalo Sepúlveda    | 87'   |
| 17 | DEL | José Luis Villanueva | 90+2' |

|  | 58' | Tomás Costa       |
|  | 90' | Milovan Mirosevic |

| Amonestado | 10' | Albert Acevedo   |
| Amonestado | 44' | Charles Aránguiz |
| Amonestado | 62' | Guillermo Marino |
| Amonestado | 66' | Johnny Herrera   |
| Amonestado | 84' | Marcelo Díaz     |

| Amonestado | 57' | Lucas Pratto       |
| Amonestado | 68' | Cristopher Toselli |
| Amonestado | 83' | Tomás Costa        |

| Árbitro             | Claudio Puga   |
| Árbitros asistentes | Juan Maturana  |
| Árbitros asistentes | Carlos Astrosa |
| Cuarto árbitro      | Julio Bascuñán |

| 25    | POR   | Johnny Herrera   |     |
| 6     | DEF   | Matías Rodríguez | 41' |
| 5     | DEF   | Albert Acevedo   |     |
| 13    | DEF   | José Rojas       |     |
| 3     | DEF   | Eugenio Mena     |     |
| 15    | MED   | Guillermo Marino |     |
| 14    | MED   | Felipe Seymour   |     |
| 20    | MED   | Charles Aránguiz |     |
| 17    | DEL   | Eduardo Vargas   |     |
| 19    | DEL   | Gustavo Canales  | 71' |
| 16    | DEL   | Francisco Castro | 54' |
| D. T. | D. T. | Jorge Sampaoli   |     |

| 23    | POR   | Cristopher Toselli |                     |  |
| 16    | DEF   | Hans Martínez      |                     |  |
| 26    | DEF   | Enzo Andía         |                     |  |
| 24    | DEF   | Alfonso Parot      |                     |  |
| 20    | DEF   | Juan Eluchans      |                     |  |
| 9     | MED   | Fernando Meneses   | 87'                 |  |
| 21    | MED   | Felipe Gutiérrez   | 79'                 |  |
| 8     | MED   | Jorge Ormeño       |                     |  |
| 25    | MED   | Tomás Costa        | Jugador del partido |  |
| 10    | MED   | Milovan Mirosevic  |                     |  |
| 2     | DEL   | Lucas Pratto       | 90+2'               |  |
| D. T. | D. T. | Juan Antonio Pizzi |                     |  |

| 18 | DEL | Edson Puch     | 41' |
| 7  | DEL | Diego Rivarola | 54' |
| 21 | MED | Marcelo Díaz   | 71' |

| 19 | DEL | Francisco Pizarro    | 79'   |
| 27 | MED | Gonzalo Sepúlveda    | 87'   |
| 17 | DEL | José Luis Villanueva | 90+2' |

|  | 58' | Tomás Costa       |
|  | 90' | Milovan Mirosevic |

| Amonestado | 10' | Albert Acevedo   |
| Amonestado | 44' | Charles Aránguiz |
| Amonestado | 62' | Guillermo Marino |
| Amonestado | 66' | Johnny Herrera   |
| Amonestado | 84' | Marcelo Díaz     |

| Amonestado | 57' | Lucas Pratto       |
| Amonestado | 68' | Cristopher Toselli |
| Amonestado | 83' | Tomás Costa        |

| Árbitro             | Claudio Puga   |
| Árbitros asistentes | Juan Maturana  |
| Árbitros asistentes | Carlos Astrosa |
| Cuarto árbitro      | Julio Bascuñán |

## Partido de vuelta
| 23    | POR   | Cristopher Toselli |     |
| 7     | MED   | Rodrigo Valenzuela | 86' |
| 24    | DEF   | Alfonso Parot      |     |
| 26    | DEF   | Enzo Andía         |     |
| 20    | DEF   | Juan Eluchans      |     |
| 25    | MED   | Tomás Costa        |     |
| 8     | MED   | Jorge Ormeño       | 75' |
| 6     | MED   | Francisco Silva    |     |
| 9     | MED   | Fernando Meneses   | 62' |
| 10    | MED   | Milovan Mirosevic  |     |
| 2     | DEL   | Lucas Pratto       |     |
| D. T. | D. T. | Juan Antonio Pizzi |     |

| 25    | POR   | Johnny Herrera   |                     |  |
| 6     | DEF   | Matías Rodríguez | 65'                 |  |
| 2     | DEF   | Marcos González  |                     |  |
| 13    | DEF   | José Rojas       |                     |  |
| 3     | DEF   | Eugenio Mena     |                     |  |
| 20    | MED   | Charles Aránguiz |                     |  |
| 14    | MED   | Felipe Seymour   |                     |  |
| 15    | MED   | Guillermo Marino | 62'                 |  |
| 17    | DEL   | Eduardo Vargas   |                     |  |
| 19    | DEL   | Gustavo Canales  | Jugador del partido |  |
| 18    | DEL   | Edson Puch       | 77'                 |  |
| D. T. | D. T. | Jorge Sampaoli   |                     |  |

| 21 | MED | Felipe Gutiérrez     | 62' |
| 22 | DEL | Roberto Gutiérrez    | 75' |
| 17 | DEL | José Luis Villanueva | 86' |

| 21 | MED | Marcelo Díaz   | 62' |
| 5  | DEF | Albert Acevedo | 65' |
| 7  | DEL | Diego Rivarola | 77' |

|  | 23' | Lucas Pratto |

| Penal | 16' | Gustavo Canales |
|       | 25' | Juan Eluchans   |
| Penal | 51' | Gustavo Canales |
|       | 55' | Gustavo Canales |

| Amonestado | 15' | Rodrigo Valenzuela |
| Amonestado | 24' | Jorge Ormeño       |
| Amonestado | 26' | Milovan Mirosevic  |
| Amonestado | 52' | Cristopher Toselli |
| Amonestado | 79' | Roberto Gutiérrez  |

| Amonestado | 30' | Charles Aránguiz |
| Amonestado | 39' | Edson Puch       |
| Amonestado | 82' | Eduardo Vargas   |

| Otorgado · Otorgado otra vez · Expulsado | 20' 35' | Tomás Costa   |
| Expulsado                                | 66'     | Alfonso Parot |

| Otorgado · Otorgado otra vez · Expulsado | 52' 78' | Gustavo Canales |

| Árbitro             | Enrique Osses     |
| Árbitros asistentes | Patricio Basualto |
| Árbitros asistentes | Francisco Mondría |
| Cuarto árbitro      | Patricio Polic    |

| 23    | POR   | Cristopher Toselli |     |
| 7     | MED   | Rodrigo Valenzuela | 86' |
| 24    | DEF   | Alfonso Parot      |     |
| 26    | DEF   | Enzo Andía         |     |
| 20    | DEF   | Juan Eluchans      |     |
| 25    | MED   | Tomás Costa        |     |
| 8     | MED   | Jorge Ormeño       | 75' |
| 6     | MED   | Francisco Silva    |     |
| 9     | MED   | Fernando Meneses   | 62' |
| 10    | MED   | Milovan Mirosevic  |     |
| 2     | DEL   | Lucas Pratto       |     |
| D. T. | D. T. | Juan Antonio Pizzi |     |

| 25    | POR   | Johnny Herrera   |                     |  |
| 6     | DEF   | Matías Rodríguez | 65'                 |  |
| 2     | DEF   | Marcos González  |                     |  |
| 13    | DEF   | José Rojas       |                     |  |
| 3     | DEF   | Eugenio Mena     |                     |  |
| 20    | MED   | Charles Aránguiz |                     |  |
| 14    | MED   | Felipe Seymour   |                     |  |
| 15    | MED   | Guillermo Marino | 62'                 |  |
| 17    | DEL   | Eduardo Vargas   |                     |  |
| 19    | DEL   | Gustavo Canales  | Jugador del partido |  |
| 18    | DEL   | Edson Puch       | 77'                 |  |
| D. T. | D. T. | Jorge Sampaoli   |                     |  |

| 21 | MED | Felipe Gutiérrez     | 62' |
| 22 | DEL | Roberto Gutiérrez    | 75' |
| 17 | DEL | José Luis Villanueva | 86' |

| 21 | MED | Marcelo Díaz   | 62' |
| 5  | DEF | Albert Acevedo | 65' |
| 7  | DEL | Diego Rivarola | 77' |

|  | 23' | Lucas Pratto |

| Penal | 16' | Gustavo Canales |
|       | 25' | Juan Eluchans   |
| Penal | 51' | Gustavo Canales |
|       | 55' | Gustavo Canales |

| Amonestado | 15' | Rodrigo Valenzuela |
| Amonestado | 24' | Jorge Ormeño       |
| Amonestado | 26' | Milovan Mirosevic  |
| Amonestado | 52' | Cristopher Toselli |
| Amonestado | 79' | Roberto Gutiérrez  |

| Amonestado | 30' | Charles Aránguiz |
| Amonestado | 39' | Edson Puch       |
| Amonestado | 82' | Eduardo Vargas   |

| Otorgado · Otorgado otra vez · Expulsado | 20' 35' | Tomás Costa   |
| Expulsado                                | 66'     | Alfonso Parot |

| Otorgado · Otorgado otra vez · Expulsado | 52' 78' | Gustavo Canales |

| Árbitro             | Enrique Osses     |
| Árbitros asistentes | Patricio Basualto |
| Árbitros asistentes | Francisco Mondría |
| Cuarto árbitro      | Patricio Polic    |

## Campeón
| Chile                           |
| Universidad de Chile 14º Título |

| Predecesor: Clausura 2009 | Final de la Primera División de Chile Torneo Apertura 2011 | Sucesor: Clausura 2011 |